# René Meylan
Pour les articles homonymes, voir Meylan (homonymie).
René Meylan, né le 30 décembre 1929 à Areuse, dans l'actuelle commune de Boudry, et mort le 27 février 2000 à Bevaix, est une personnalité politique suisse, membre du Parti socialiste.

## Biographie
Issu d'un milieu ouvrier, il est titulaire d'une maturité fédérale latin-grec et obtient une licence en droit de l'Université de Neuchâtel. Il s'installe ensuite comme avocat dans cette ville et devient vice-président du Tribunal du district de Boudry de 1961 à 1964.
Son évolution politique le conduit du Parti ouvrier et populaire (POP, communiste) au PS en passant - 1958-1963 - par la « Nouvelle Gauche socialiste ». Il collabore à la Voix ouvrière, organe du POP dès l'âge de 18 ans. Il dirige le quotidien socialiste Le Peuple-La Sentinelle de 1964 jusqu'à son entrée au Conseil d'État du canton de Neuchâtel. Il siège également au Comité directeur du PSS dès 1966 mais n'est pas réélu lors du congrès de Bienne en 1970 qui lui préfère le pacifiste Arthur Villard.
Il est conseiller général à Neuchâtel de 1960 à 1970 et député au Grand Conseil de 1961 à 1970. Il échoue en 1967 dans sa candidature au Conseil national. Il devient conseiller d'État, chef des départements de la Justice et de l'Industrie de 1970 à 1980. Il est confronté aux premières manifestations de la crise économique (affaires Bulova, Aurore et surtout Dubied à Couvet). Il fonde la promotion économique qui doit diversifier le paysage industriel neuchâtelois. Il préside le conseil d'administration de l'industrie suisse pour la qualité de la montre.
Meylan est membre de la commission fédérale pour l'AVS et du groupe de travail présidé par Friedrich Traugott Wahlen pour la révision totale de la Constitution fédérale. Il se porte candidat au Conseil fédéral en 1977 lors de la démission de Pierre Graber, mais c'est son concitoyen Pierre Aubert qui est désigné comme candidat socialiste au gouvernement fédéral.
En 1978, il est élu au Conseil des États. Il est membre de la chambre haute du Parlement suisse jusqu'en 1987. Atteint dans sa santé, il se retire ensuite de la vie politique et meurt dans une maison pour personnes âgées. Ses obsèques sont célébrées dans l'intimité, la seule personnalité politique présente étant Jean-François Aubert avec lequel il a siégé au Parlement fédéral.
D'apparence austère, il est un analyste rigoureux de la vie économique et sociale auquel on reconnaît une vive intelligence politique. Il a incarné le réformisme social-démocrate neuchâtelois dont il fut l'un des théoriciens.

## Œuvres
Les principaux articles écrits dans Le Peuple-La Sentinelle ont paru dans un recueil de 228 pages publié par le Parti socialiste neuchâtelois en 1974 sous le titre « Sentinelle toujours vivante » et préfacé par Pierre Graber.